# Traumatologie

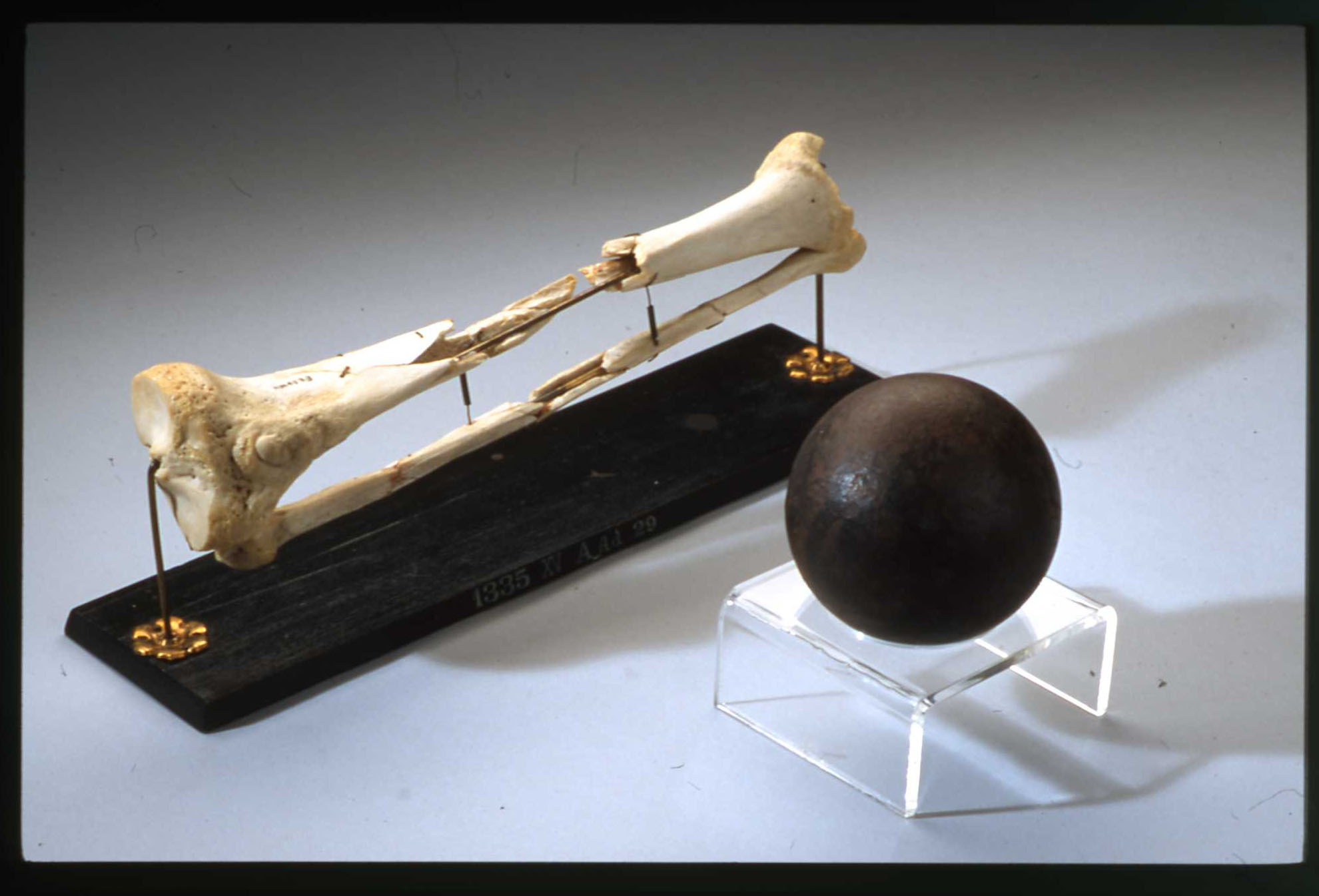
Les médecins militaires semblent avoir été depuis l'antiquité ceux qui ont mis en forme la traumatologie, et la chirurgie réparatrice. Ici ; fracture induite par un boulet de canon, lors de la bataille de Gettysburg (Guerre de Sécession)
(archives militaires médicales américaines)

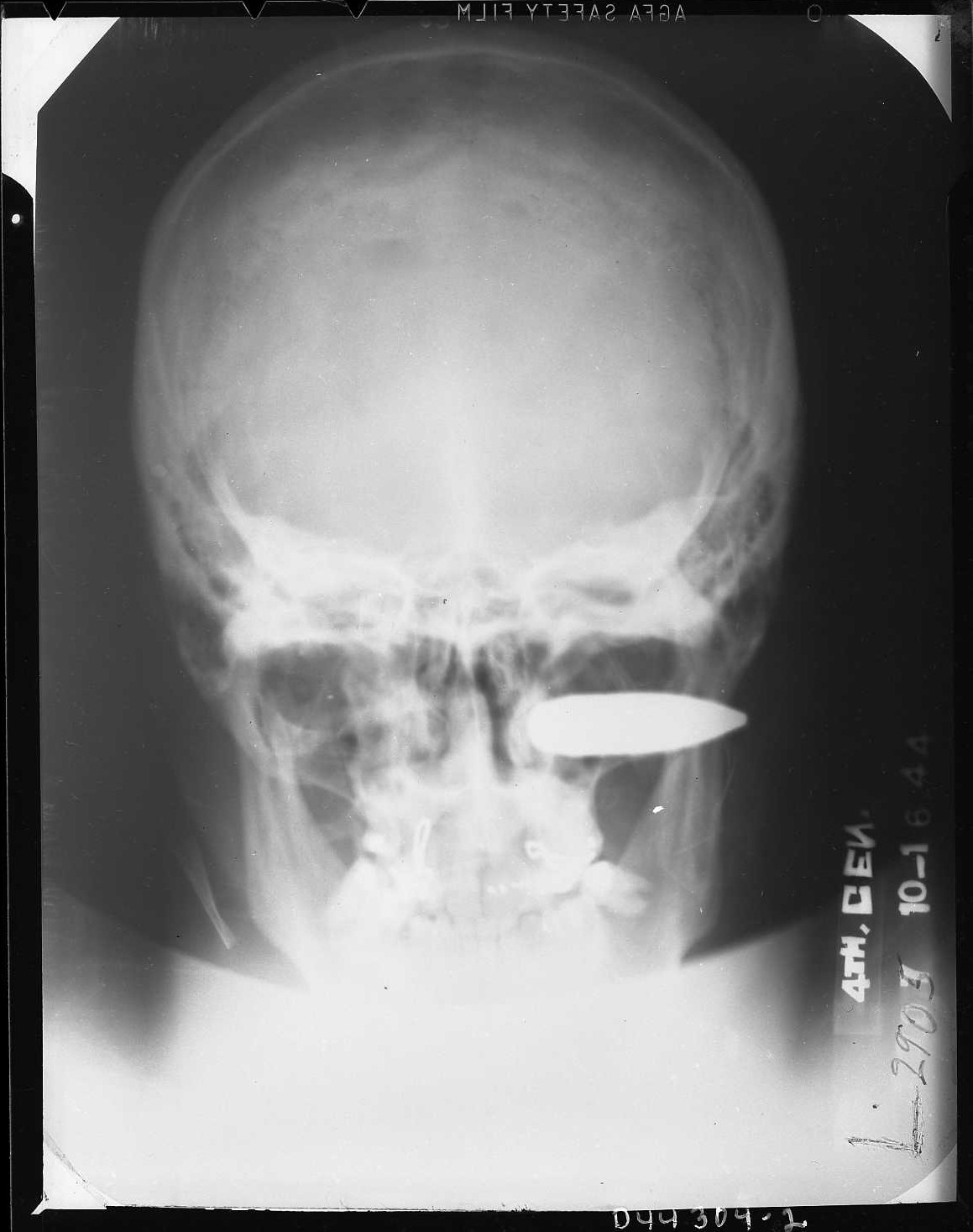
Exemple de traumatisme grave : Blessure de guerre au visage, par balle de mitrailleuse (calibre 0,5), entrée juste au-dessous du sourcil droit. 11 jours après la blessure, le patient a commencé une hémorragie si abondante qu'il a été impossible de mener à bien les procédures d'urgence. Ce patient est alors décédé (seconde guerre mondiale, archives, 4e Hôpital general de l'armée américaine)

La traumatologie est l'étude médicale des traumatismes physiques, c'est-à-dire des atteintes à la santé résultant d'une action extérieure violente et soudaine.

## Traumatismes par cause
- Traumatisme par choc direct ou indirect : chute, choc, décélération, objet perforant, tranchant ou contondant, et qui entraînent, par ordre de gravité, contusion ou plaie, hématome, entorse, luxation, fracture. Ces lésions intéressent les tissus mous (peau, graisse, muscle), le squelette (os et articulations), et/ou les structures nobles (artères, veines, nerfs, organes).
- Brûlures chimiques (acides et bases) ou thermiques (chaleur intense ou froid intense, flamme, courant électrique).
- Polytraumatisme : association de plusieurs traumatismes, dont un au moins met en jeu le pronostic vital.

## Traumatologie par organe
- Lésion de la peau : plaie, brûlure
- Traumatisme abdomino-pelvien
- Traumatisme du cartilage de croissance
- Traumatisme crânien
- Traumatisme médullaire
- Traumatisme oculaire
- Traumatisme rachidien cervical
- Traumatismes du squelette et des articulations : fracture, luxation, entorse, rupture de ligament (exemple : rupture du ligament croisé)
- Traumatisme thoracique

## Traumatismes par domaine
- Traumatisme psychique
- Traumatologie routière
- Traumatologie sportive

## Traitement des traumatismes
La médecine d'urgence concerne la prise en charge immédiate des patients traumatisés et oriente secondairement vers un centre de chirurgie traumatologique en cas de nécessité.